# HMS Aurora (12)
Не варто плутати з російським крейсером «Аврора»
HMS «Аврора» (12) (англ. HMS Aurora (12) — військовий корабель, легкий крейсер типу «Аретюза» Королівського військово-морського флоту Великої Британії за часів Другої світової війни.

## Історія створення
«Аврора» був закладений 23 липня 1935 на верфі компанії HMNB Portsmouth, Портсмут. 12 листопада 1937 увійшов до складу Королівських ВМС Великої Британії.